# Piriac-sur-Mer
Piriac-sur-Mer (bret. Penc’herieg) – miejscowość i gmina we Francji, w regionie Kraj Loary, w departamencie Loara Atlantycka.
Według danych na rok 2010 gminę zamieszkiwało 2209 osób, a gęstość zaludnienia wynosiła 179 osób/km².